# Merrick Bremner
Merrick Bremner (Durban, 7 december 1986) is een golfprofessional uit Zuid-Afrika.
Bremner studeerde Golf Directorship & Club Management aan het Damelin College in Centurion (Tshwane). Hij werd in 2005 professional en speelt sindsdien op de Sunshine Tour. In 2011 eindigde hij bij het Alfred Dunhill Kampioenschap op de 20ste plaats en een week later stond hij na ronde 3 van het Zuid-Afrikaans Open op de tweede plaats met Retief Goosen; beide toernooien telden mee voor de Europese PGA Tour.
Bremner trouwde in 2013 met Poveshnie Bremner uit India.

## Gewonnen
Sunshine Tour
| # | Datum            | Toernooi                  | Score        | Score | Info  |
| - | ---------------- | ------------------------- | ------------ | ----- | ----- |
| 1 | 6 augustus 2008  | Lombard Insurance Classic | 67-65-66=198 | –18   | [ 1 ] |
| 2 | 3 september 2008 | Telkom PGA Pro-Am         | 63-70-67=200 | –16   | [ 2 ] |
| 3 | 31 mei 2013      | Lombard Insurance Classic | 63-65-71=199 | –17   | [ 3 ] |
| 4 | 19 oktober 2014  | BMG Classic               | 66-71-67=204 | –12   | [ 4 ] |